# Charm City Devils
I Charm City Devils, precedentemente noti come Forty Acres e come Chosen Son, sono un gruppo hard rock statunitense, formatosi nel 2007 a Baltimora, Maryland.

## Storia
I Charm City Devils vennero fondati nel 2007 da John Allen, poco dopo lo scioglimento degli SR-71, con il nome di Forty Acres. Il 5 aprile 2007, il gruppo pubblicò l'album Broken Promise con l'etichetta Broken World Records.
Nel 2009 il gruppo fu il primo a firmare un contratto con la Eleven Seven Music e Nikki Sixx, presidente della Eleven Seven, propose al gruppo di cambiare nome in Charm City Devils. Poco dopo il contratto, il gruppo pubblicò il singolo "Let's Rock-N-Roll", seguito dall'album Let's Rock-N-Roll, che raggiunse la 28ª posizione nella Heatseeker Albums Chart stilata dalla rivista statunitense Billboard. Sempre nel 2009, il gruppo ottenne il riconoscimento "Best New Rock Artist" nella compilation iTunes Rewind 2009: The Best of the Year.
Il 2 agosto 2011 il gruppo annuncia di aver iniziato la pre-produzione del secondo album in studio, prodotto da Skidd Mills.
Il 6 giugno 2012 venne pubblicato il singolo "Man of Constant Sorrow", cover dell'omonima canzone popolare statunitense. Il secondo album del gruppo, Sins, venne pubblicato il 31 luglio 2012 dalla Fat Lady Music. Dall'album venne estratto il singolo "Unstoppable", che venne utilizzato come sigla per l'evento No Way Out 2012 della WWE.
Il 1º dicembre 2013 il gruppo annuncia di aver iniziato a lavorare sul quarto album in studio e il 23 aprile 2014 il gruppo rivela il titolo dell'album: Battles. Il 10 luglio 2014, il gruppo firma un contratto con la The End Records, etichetta con cui viene pubblicato Battles il 23 settembre 2014.

## Formazione
- John Allen – voce (2007-presente)
- Vic Karrera – chitarra (2007-presente)
- Nick Kay – chitarra (2007-presente)
- Anthony Arambula – basso (2007-presente)
- Jason Heiser – batteria (2007)

## Discografia

### Album
- 2007 – Broken Promise (come Forty Acres)
- 2009 – Let's Rock-N-Roll
- 2012 – Sins
- 2014 – Battles

### Singoli
| Anno | Titolo                 | Posizione massima     | Posizione massima | Album             |
| Anno | Titolo                 | Mainstream Rock Songs | Hot Rock Songs    | Album             |
| ---- | ---------------------- | --------------------- | ----------------- | ----------------- |
| 2009 | Let's Rock-N-Roll      | 40                    | —                 | Let's Rock-N-Roll |
| 2012 | Men of Constant Sorrow | 25                    | 48                | Sins              |
| 2012 | Unstoppable            | 36                    | —                 | Sins              |
| 2014 | Shots                  | —                     | —                 | Battles           |